# Parque nacional Grupo Howick
Grupo Howick es un parque nacional en Queensland (Australia), ubicado a 1689 km al noroeste de Brisbane.

## Datos
- Área: 1,55 km²
- Coordenadas: 14°19′13″S 144°50′59″E / -14.32028, 144.84972
- Fecha de Creación: 1989
- Administración: Servicio para la Vida Salvaje de Queensland
- Categoría IUCN: II

Véase también:
- Zonas protegidas de Queensland

- Datos: Q45965